# Застув
За́стув (пол. Zastów) — село в Польше в сельской гмине Коцмыжув-Любожица Краковского повета Малопольского воеводства

## География
Село располагается в 11 км от административного центра воеводства города Краков. В селе действует железнодорожная станция Застув на линии Кельце — Краков.
В 1975—1998 годах село входило в состав Краковского воеводства. 1 января 2013 года часть территории села площадью 4,63 гектаров была включена в состав Краковa

## Население
По состоянию на 2013 год в селе проживало 732 человек.
| 2010 | 2013 |
| ---- | ---- |
| 646  | 732  |

| Перепись  | Всего   | Всего | Женщины | Женщины | Мужчины | Мужчины |
| --------- | ------- | ----- | ------- | ------- | ------- | ------- |
| Единицы   | человек | %     | человек | %       | человек | %       |
| Население | 732     | 100   | 350     |         | 382     |         |